# Teo Puebla
Teo Puebla Morón (n. 1943) es un ilustrador y pintor español.

## Biografía
Es natural de la localidad toledana de La Puebla de Montalbán, donde nació el 9 de junio de 1943.  Puebla, dedicado a la ilustración de libros, muchos de ellos de literatura infantil, también ha cultivado la pintura. Realizó una serie de trabajos relativos a la obra La Celestina, de Fernando de Rojas. En 1982 recibió el Premio Nacional de Literatura Infantil a la mejor labor de ilustración de libros infantiles, en atención a su labor en Andariega de Dios: Santa Teresa de Jesús de Constantino Benito-Plaza, y en 2019 le fue otorgado el Premio Celestina.